# Chaos in Motion 2007–2008
Chaos in Motion 2007–2008 – album koncertowy amerykańskiego zespołu progresywno-metalowego Dream Theater wydany 30 września 2008 roku.
DVD ma formę kompilacji nagrań z trasy Chaos in Motion i zostało wydane w dwóch wersjach, standardowej dwupłytowej (2DVD) oraz 5 płytowej (2DVD, 3CD) edycji specjalnej.
W Polsce nagrania uzyskały certyfikat złotej płyty DVD.

## Nagrania
- 18 sierpnia 2007 – Molson Amphitheater w Toronto: „Blind Faith”, „Surrounded”
- 21 sierpnia 2007 – Bank of America Pavilion w Bostonie: „Jordan Rudess Keyboard Solo”, „Lines in the Sand”, „Scarred”
- 9 października 2007 – hala Ahoy Rotterdam w Rotterdamie: „Intro/Also Sprach Zarathustra”, „Constant Motion”, „The Dark Eternal Night”, „In the Presence of Enemies”
- 18 stycznia 2008 – Bangkok Hall w Bangkoku: „Take the Time”
- 4 marca 2008 – Luna Park arena w Buenos Aires: „Panic Attack”

## Lista utworów
DVD 1
1. „Intro/Also sprach Zarathustra”
2. „Constant Motion”
3. „Panic Attack”
4. „Blind Faith”
5. „Surrounded”
6. „The Dark Eternal Night”
7. „Keyboard Solo”
8. „Lines in the Sand”
9. „Scarred”
10. „Forsaken”
11. „The Ministry of Lost Souls”
12. „Take the Time”
13. „In the Presence of Enemies”
14. „Schmedley Wilcox”:
  - I. „Trial of Tears”
  - II. „Finally Free”
  - III. „Learning to Live”
  - IV. „In the Name of God”
  - V. „Octavarium”

DVD 2
- „Behind the Chaos on the Road”  (90-minutowy dokument w reżyserii Mike’a Portnoya)
- Promo videos

1. „Constant Motion”
2. „Forsaken”
3. „Forsaken” (Studio Footage)
4. „The Dark Eternal Night” (Studio Footage)

- Live Screen Projection Films:

1. „The Dark Eternal Night” (N.A.D.S.)
2. „The Ministry of Lost Souls”
3. „In the Presence of Enemies, Pt. 2”

- „Mike Portnoy Stage Tour”
- „Mike Portnoy Backstage Tour”
- Photo Gallery

### Edycja specjalna CD
CD 1
1. „Intro/Also sprach Zarathustra”
2. „Constant Motion”
3. „Panic Attack”
4. „Blind Faith”
5. „Surrounded”

CD 2
1. „The Dark Eternal Night”
2. „Keyboard Solo”
3. „Lines in the Sand”
4. „Scarred”
5. „Forsaken”
6. „The Ministry of Lost Souls”

CD 3
1. „Take the Time”
2. „In the Presence of Enemies”
3. „Schmedley Wilcox”:
  - I. „Trial of Tears”
  - II. „Finally Free”
  - III. „Learning to Live”
  - IV. „In the Name of God”
  - V. „Octavarium”

## Twórcy
Dream Theater
- James LaBrie – wokal
- John Petrucci – gitara, wokal wspierający
- Jordan Rudess – keyboard
- John Myung – gitara basowa
- Mike Portnoy – perkusja

Produkcja
- Sebastian Beloch – reżyser, edycja
- Andrew Bennett – reżyser
- Lasse Hoile – reżyser
- Jared Kvitka – inżynier
- Randy Lane – inżynier, miks
- Kevin Shirley – miks
- Ryan Smith – mastering
- Yasufumi Soejima – reżyser
- Hugh Syme – okładka, design
- Mika Tyyskä – reżyser